# Saison 2008 des Nationals de Washington
La Saison 2008 des Nationals de Washington est la 4e saison en Ligue majeure de l'équipe à Washington et la 40e depuis la création de la franchise à Montréal. C'est aussi la première saison où l'équipe joue dans son nouveau stade, le Nationals Park. Les résultats sportifs sont médiocres : la dernière place de la Division Est de la Ligue nationale avec 59 victoires pour 102 défaites.

## La saison régulière

### Classement
| Ligue nationale (Division Est) | V  | D   | %     | GB   |
| ------------------------------ | -- | --- | ----- | ---- |
| Phillies de Philadelphie       | 92 | 70  | 0.568 | --   |
| Mets de New York               | 89 | 73  | 0.549 | 3.0  |
| Marlins de la Floride          | 84 | 77  | 0.522 | 7.5  |
| Braves d'Atlanta               | 72 | 90  | 0.444 | 20.0 |
| Nationals de Washington        | 59 | 102 | 0.366 | 32.5 |

## Statistiques individuelles

### Batteurs
Note: J = matches joués, AB = passage au bâton, H = coup sûr, Avg. = moyenne au bâton, HR = coup de circuit, RBI = point produit
| Joueur | J | AB | H | Avg. | HR | RBI |
| ------ | - | -- | - | ---- | -- | --- |

### Lanceurs partants
Note: J = matches joués, IP = manches lancées, V = victoires, D = défaites, ERA = moyenne de points mérités, SO = retraits sur prises
| Joueur | J | IP | V | D | ERA | SO |
| ------ | - | -- | - | - | --- | -- |

### Lanceurs de relève
Note: J = matches joués, SV = sauvetages, V = victoires, D = défaites, ERA = moyenne de points mérités, SO = retraits sur prises
| Joueur | J | SV | V | D | ERA | SO |
| ------ | - | -- | - | - | --- | -- |